# James Shumway
James „Jim“ Hyrum Shumway (* 8. Juli 1939 in Tempe, Arizona; † 11. Mai 2003 in Scottsdale, Arizona) war ein US-amerikanischer Politiker (Demokratische Partei).

## Leben
James Hyrum Shumway wurde 1939 im Maricopa County geboren und wuchs dort auf. Seine Kindheit war vom Zweiten Weltkrieg überschattet. Shumway besuchte die Tempe High School, wo er Football spielte. Durch seine Sportleistungen erhielt er ein Footballstipendium, was ihm die Möglichkeit gewährte die Brigham Young University in Utah zu besuchen. Er graduierte mit einem Abschluss in Betriebswirtschaftslehre. Während seiner Studienzeit traf er dort seine zukünftige Ehefrau Lurline. Das Paar heiratete 1958 und bekam vier Kinder: Lori, Beth, Caryn und Russell.
Nach seinem Abschluss begann er 1960 im öffentlichen Dienst als Mechaniker für Wahlmaschinen für das Maricopa County Election Department zu arbeiten. Von 1976 bis 1980 war er als Pima County Election Director tätig, bevor er der erste staatliche Wahlbeamte von Arizona wurde. Als die Secretary of State von Arizona Rose Mofford den Posten des Gouverneurs von Arizona 1988 antrat, wurde Shumway am 13. April 1988 zum neuen Secretary of State ernannt. Bei seiner Kandidatur für den Posten des Secretary of State von Arizona erlitt Shumway aber im Jahr 1990 eine Niederlage. Danach wurde er Maricopa Countys Election Director – ein Posten, den er bis zu seinem Rücktritt 1994 innehatte.